# Nouvelle Théologie
De Nouvelle Théologie (nieuwe theologie) is een stroming binnen de katholieke theologie die in Frankrijk ontstond vlak na de Tweede Wereldoorlog.
Aanvankelijk werd zij door tegenstanders gehanteerd als een scheldnaam, maar al vrij spoedig werd zij de technische naam voor de theologie die aan het studiecentrum Le Saulchoir (bij Parijs) van de dominicanen en aan de theologische faculteit van de jezuïeten van Lyon-Fourvière beoefend werd en die in de series Théologie en Sources chrétiennes en Unam Sanctam haar publiciteitsmedia vond. De theologen die hun naam aan deze beweging verbonden, oefenden aanzienlijke invloed uit op en tijdens het Tweede Vaticaans Concilie (1962-1965). Voorafgaand aan dit concilie werd de stroming gezien en veroordeeld als een vorm van neo-modernisme.
Als eerste theoloog binnen deze vooral in Frankrijk ontstane stroming valt de jezuïet Henri de Lubac te noemen. Zijn boek Surnaturel: études historiques (1946) trok zeer snel de aandacht vanwege de kritiek op de scheiding tussen de bovennatuur, God en de hemel, en de "gewone" natuur, de wereld en de mensen. In de visie van de Nouvelle Théologie vallen theologie en dogmatiek niet los te zien van de historische ontwikkelingen. Deze historische, tijdgebonden dimensie van theologisch denken was eerder al naar voren gebracht door de dominicaan Marie-Dominique Chenu in zijn programmatische boek Une école de théologie: Le Saulchoir (1937), een boek dat in 1942 op de Index van Verboden Boeken werd geplaatst wegens ketterij.
Tot de groep van theologen die samen met de term Nouvelle Théologie worden aangeduid behoren verder Hans Urs von Balthasar, Yves Congar, Karl Rahner, Hans Küng en ook Edward Schillebeeckx. Theologen zoals Joseph Ratzinger en Jean Daniélou, waren lange tijd in dezelfde richting werkzaam, maar kozen later voor een iets gematigder theologie.
Deze theologen stonden een terugkeer naar de zuivere bronnen van de katholieke leer voor. Dit kwam tot uitdrukking in een hernieuwde belangstelling voor de geschriften van de kerkvaders. Deze methodologische beweging wordt aangeduid met het Franse woord 'ressourcement'. Ook werden deze theologen gekenmerkt door een nieuwe interesse in typologie, kunst, literatuur en mystiek.
Uit de Nouvelle Théologie kwamen onder meer de tijdschriften Concilium (1965) en later het gematigder Communio (1972) voort.